# Michael M. Gunter
Michael M. Gunter (* 22. Februar 1943) ist ein US-amerikanischer Politikwissenschaftler. Sein Spezialgebiet ist die Politik und Geschichte des Mittleren Ostens im 20. Jahrhundert, speziell die der Kurden.

## Laufbahn
Gunter erhielt seinen Bachelor of Arts 1964 und den Mastergrad 1966 an der Columbia University. 1972 promovierte er an der Kent State University zum Ph.D. in der Theorie der Internationalen Beziehungen. Seit 1976 ist er an der Tennessee Technological University tätig, seit 1981 als Professor. Als Gastdozent war er an der Technischen Universität des Nahen Ostens in Ankara, an der früheren International University Vienna, am Xuhui-College in Shanghai sowie an verschiedenen US-amerikanischen Universitäten tätig. Er verfasste besonders über politische Entwicklungen, die die Kurden betreffen, mehrere Bücher und zahlreiche Zeitschriftenartikel.
Er vertritt die Auffassung, der Völkermord an den Armeniern erfülle nicht die Kriterien der UN-Völkermordkonvention. Er lehnt die Einstufung der PKK als Terrororganisation ab und plädiert für eine Lösung des Kurdenkonflikts in der Türkei durch eine Anerkennung der PKK als Verhandlungspartner nach dem Vorbild der Verhandlungen zwischen der IRA und der britischen Regierung in den 1990er Jahren.

## Schriften
- „Pursuing the Just Cause of Their People“: A Study of Contemporary Armenian Terrorism (Contributions in Political Science), 1986
- The Kurds in Turkey: A Political Dilemma (Westview Special Studies on the Middle East), 1991
- The Kurds of Iraq: Tragedy and Hope, 1993
- The Kurds and the Future of Turkey, 1997
- The Kurdish Predicament in Iraq: A Political Analysis, 1999
- Historical Dictionary of the Kurds, 2011 online, pdf
- The Kurds Ascending: The Evolving Solution to the Kurdish Problem in Iraq and Turkey, 2011
- Armenian History and the Question of Genocide, 2011